# Vis (eiland)
Vis (Italiaans: Lissa) is een Kroatisch eiland in de Adriatische Zee. Het heeft een oppervlakte van 90,3 km². Van de bewoonde Dalmatische Eilanden ligt het het verste uit de kust verwijderd. Een 18 km brede zeestraat scheidt Vis van het oostelijke buureiland Hvar. Vis behoort tot de provincie Split-Dalmatië.
Op Vis liggen twee stadjes: Vis (ca. 2000 inwoners) en Komiža (ca. 1700 inwoners), die elk een gemeente vormen. Bij Komiža ligt de hoogste berg van het eiland, de Hum (587 m).
De bewoning van Vis gaat terug tot bij de Grieken. Het eiland en de gelijknamige stad heetten in de oudheid Issa. De stad Issa was dan ook sterk gehelleniseerd toen ze omstreeks 148 v.Chr. in Romeinse handen kwam. Issa was vervolgens een belangrijke stad in de Romeinse provincie Dalmatia. Tijdens de Venetiaanse overheersing van het eiland heette het Lissa, wat nog steeds de Italiaanse naam van het eiland is. Onder Oostenrijks bewind werd eveneens de naam Lissa gebruikt.
Rond het eiland vonden twee belangrijke zeeslagen plaats:
- Op 13 maart 1812 versloeg een klein onderdeel van de Britse Royal Navy onder leiding van kapitein William Hoste een Frans-Venetiaanse vloot, hoewel die in de meerderheid was.
- Op 20 juli 1866 viel de Oostenrijkse vloot (onder leiding van admiraal Wilhelm von Tegetthoff) de Italiaanse vloot (onder leiding van admiraal Persano) aan, die geankerd was voor het eilandje Vis. Daarbij werd het Italiaanse slagschip Re d'Italia tot zinken gebracht. Deze slag is de geschiedenis ingegaan als de Slag bij Lissa (1866).

In 1944 was Vis de belangrijkste schuilplaats van Josip Broz Tito, de leider van het Joegoslavische partizanenverzet in de Tweede Wereldoorlog. Na de oorlog gebruikte het Joegoslavische leger het eiland als zijn belangrijkste vlootbasis. Toen tijdens de Joegoslavische Burgeroorlog op 29 september 1992 de Montenegrijnse marinecommandant Vladimir Barovic op Vis opdracht kreeg om de stadjes aan de Kroatische kust te bombarderen, weigerde hij, legde zijn functie neer en pleegde zelfmoord. Voor hem is op 12 september 2022 een gedenkteken onthuld door Kroatische en Montenegrijnse autoriteiten.
Vis werd in 1989 opengesteld voor toeristen. Het geldt door de jarenlange isolatie als militair steunpunt als ongerept. Buiten wegen en paden liggen nog landmijnen. Nadat Kroatië onafhankelijk werd, werden veel militaire gebouwen verlaten. Deze worden nu door en voor burgers gebruikt, zoals het moderne festival 320x240.
De film Mamma Mia! Here We Go Again uit 2018 is opgenomen op Vis.